# Zentrum für Lehrkräftebildung Hamburg
Das Zentrum für Lehrerbildung Hamburg (ZLH) ist eine gemeinsame Einrichtung der Behörde für Schule und Berufsbildung, der Universität Hamburg sowie der weiteren an der Lehrerbildung beteiligten Hochschulen in Hamburg. 

## Aufgaben/Ziele
Das Zentrum für Lehrerbildung in Hamburg wurde 2006 nach Beschluss des Hamburger Senats gegründet. Hintergrund sind die umfassenden Aktivitäten zur Reform der Lehrerbildung in den letzten Jahren. Seine Hauptaufgabe ist die Reform der Lehrerbildung – gemeinsam mit den an der Lehrerbildung beteiligten Einrichtungen in Hamburg – sowie deren Angleichungen an europäische Standards durch die Einführung des Bachelor-Master-Systems bis zum Jahr 2010 (siehe Bologna-Prozess). Zudem beschäftigt sich das ZLH mit Fragen der Qualitätssicherung in der Lehrerausbildung und betreibt Forschungsprojekte, auch mit Kooperationspartnern, zum Beispiel der ZEIT-Stiftung, dem Landesinstitut für Lehrerbildung und Schulentwicklung und weiteren Partnern.
In Hamburg wurde die Lehramtsausbildung im Wintersemester 2007/08 auf das BA-MA-System umgestellt und die ersten Studierenden haben mit einem entsprechenden Bachelor-Studiengang begonnen.
Hamburg folgt mit der Einrichtung des ZLH dem Beispiel anderer Bundesländer, in denen seit 2004 für das jeweilige Bundesland oder an verschiedenen Universitäten solche Zentren gegründet wurden. Während diese Zentren in der Regel nur inneruniversitäre Koordinationsaufgaben wahrnehmen, besteht die Besonderheit des Hamburger Zentrums darin, für alle Phasen der Lehrerbildung, also Studium und Vorbereitungsdienst und Berufstätigkeit, Vorschläge für die Reform zu unterbreiten.  Diese institutionenübergreifende Aufgabe wird vor allem auch deutlich in der Zusammenarbeit von Universität, Landesinstitut für Lehrerbildung und Schulentwicklung sowie Lehrerinnen und Lehrern aus der aktiven Schulpraxis in thematischen Arbeitsgruppen, sogenannten Sozietäten.
Im Juli 2023 erfolgte die Umbenennung von Zentrum für Lehrerbildung Hamburg in Zentrum für Lehrkräftebildung Hamburg.